# Solter hardei
Solter hardei is een insect uit de familie van de mierenleeuwen (Myrmeleontidae), die tot de orde netvleugeligen (Neuroptera) behoort. 
Solter hardei is voor het eerst wetenschappelijk beschreven door Hölzel in 1968.